# Exterioo Cycling Cup 2022
De Exterioo Cycling Cup is de zevende editie van dit regelmatigheidscriterium.

## Mannen

### Uitslagen
| Datum        | Wedstrijd                                 | Winnaar            | Tweede            | Derde              | Leider puntenklassement |
| ------------ | ----------------------------------------- | ------------------ | ----------------- | ------------------ | ----------------------- |
| 1 maart      | GP Le Samyn (uitslag)                     | Matteo Trentin     | Hugo Hofstetter   | Dries De Bondt     | Matteo Trentin          |
| 6 maart      | Grote Prijs Jean-Pierre Monseré (uitslag) | Arnaud De Lie      | Dries De Bondt    | Hugo Hofstetter    | Dries De Bondt          |
| 13 maart     | Ronde van Drenthe (uitslag)               | Dries Van Gestel   | Barnabás Peák     | Hugo Hofstetter    | Hugo Hofstetter         |
| 21 mei       | Veenendaal-Veenendaal Classic             | Dylan Groenewegen  | Gerben Thijssen   | Arnaud De Lie      | Hugo Hofstetter         |
| 22 mei       | Antwerp Port Epic                         | Florian Vermeersch | Gianni Vermeersch | Thibau Nys         | Arnaud De Lie           |
| 26 mei       | Circuit de Wallonie                       | Andrea Pasqualon   | Axel Zingle       | Philippe Gilbert   | Arnaud De Lie           |
| 29 mei       | Grote Prijs Marcel Kint                   | Arnaud De Lie      | Luca Mozzato      | Gerben Thijssen    | Arnaud De Lie           |
| 11 juni      | Dwars door het Hageland (uitslag)         | Oscar Riesebeek    | Gianni Vermeersch | Florian Sénéchal   | Arnaud De Lie           |
| 12 juni      | Elfstedenronde                            | Fabio Jakobsen     | Caleb Ewan        | Tim Merlier        | Arnaud De Lie           |
| 10 augustus  | Circuit Franco-Belge                      | Alexander Kristoff | Dries Van Gestel  | Victor Campenaerts | Arnaud De Lie           |
| 16 september | Kampioenschap van Vlaanderen              | Fabio Jakobsen     | Caleb Ewan        | Dylan Groenewegen  | Arnaud De Lie           |

## Vrouwen

### Uitslagen
| Datum    | Wedstrijd                         | Winnaar           | Tweede                  | Derde             |
| -------- | --------------------------------- | ----------------- | ----------------------- | ----------------- |
| 1 maart  | GP Le Samyn (uitslag)             | Emma Norsgaard    | Chiara Consonni         | Vittoria Guazzini |
| 12 maart | Ronde van Drenthe (uitslag)       | Lorena Wiebes     | Elisa Balsamo           | Lotte Kopecky     |
| 11 juni  | Dwars door het Hageland (uitslag) | Ilaria Sanguineti | Christina Schweinberger | Femke Markus      |